# 大台警察署
大台警察署（おおだいけいさつしょ）は、三重県警察が管轄する警察署の一つである。
県内で最も小規模な警察署であり、署員数は34名。

## 所在地
- 三重県多気郡大台町佐原848

## 管轄区域
- 多気郡大台町
- 度会郡大紀町

## 沿革
- 1899年（明治32年）4月1日：多気郡荻原村天ヶ瀬（現在の多気郡大台町天ヶ瀬）に相可警察署天ヶ瀬分署、度会郡滝原村野後（現在の度会郡大紀町滝原）に宇治山田警察署野後分署が設置される。
- 1926年（大正15年）6月25日：天ヶ瀬分署が天ヶ瀬警察署に昇格する。
- 1926年（大正15年）7月1日：野後分署が野後警察署に昇格する。
- 1943年（昭和18年）5月15日：天ヶ瀬警察署と野後警察署が統合、多気郡三瀬谷村佐原（現在の多気郡大台町佐原）に三瀬谷警察署を設置する。
- 1948年（昭和23年）3月7日：国家地方警察の宮川地区警察署となる。
- 1954年（昭和29年）7月1日：三重県警察の宮川警察署となる[1]。管轄区域は多気郡三瀬谷町・川添村・荻原村・領内村・大杉谷村、度会郡滝原町・七保村・柏崎村・大内山村の2町7村33,701人[1]。
- 1957年（昭和32年）2月1日：度会郡柏崎村が北牟婁郡錦町と合併、度会郡紀勢町となったのに伴い、長島警察署の管轄であった錦駐在所を管内に編入する。
- 1957年（昭和32年）8月1日：三重県大台警察署に改称する。
- 1966年（昭和41年）4月：鉄筋コンクリート2階建ての庁舎を多気郡大台町佐原848に新築、移転する。
- 2005年（平成17年）2月14日：管内の度会郡2町1村（大宮町、紀勢町、大内山村）が新設合併し、大紀町となったため、管轄区域市町村数が、3町2村から、2町1村になった。
- 2006年（平成18年）1月10日：管内の多気郡1町1村（旧大台町、宮川村）が新設合併し、新・大台町となったため、管轄区域市町村数が、2町1村から、2町になった。

## 組織
- 会計課
  - 会計係
- 警務課
  - 警務係
  - 安全相談・被害者支援係
  - 留置管理係
- 生活安全刑事課
  - 生活安全係
  - 捜査庶務係
  - 捜査係
  - 鑑識係
- 地域交通課
  - 企画指導係
  - 地域係
  - 交通係
- 警備課
  - 警備係
- 山岳警備隊

## 警察官駐在所
| 警察官駐在所 | 自治体 | 所在地 |
| ------------ | ------ | ------ |
| 栃原         | 大台町 | 栃原   |
| 荻原         | 大台町 | 江馬   |
| 大杉谷       | 大台町 | 久豆   |
| 七保         | 大紀町 | 打見   |
| 滝原         | 大紀町 | 滝原   |
| 錦           | 大紀町 | 錦     |
| 大内山       | 大紀町 | 大内山 |